# Solar de Nossa Senhora da Conceição
O Solar de Nossa Senhora da Conceição, também conhecido por Solar dos Correia da Costa (Sortelha), é uma casa nobre na vila de Sortelha (Município do Sabugal), com origens no século XV e ampliada nos séculos XVII e XVIII, cerca de 1627 e novamente cerca de 1782. Pertenceu à família dos alcaides-mor e senhores do morgadio de Sortelha.
Tem uma planta irregular, composta por lojas e cavalariça no piso térreo, com o acesso ao andar superior (andar nobre) por uma escadaria lateral exterior e uma varanda alpendrada século XVII, suportada por colunas simples. Outro alpendre, suportado por colunas, segue no alçado lateral, devendo ter tido primitivamente ligação entre si, depois interrompida, no século XVIII, pelo volume da capela. Na fachada principal dispõem-se várias salas de aparato e na fachada lateral um conjunto de quartos, com notável integridade e autenticidade arquitectónica e decorativa.
O brasão de armas dos Correia da Costa (século XV) está colocado no cunhal na fachada e, interiormente,  no imponente tecto de masseira entalhado, policromado e dourado do século XVIII, no salão nobre.
Possui capela privativa, com retábulo Barroco rococó em talha dourada e policromada, datado do 1782, e um importante conjunto de 23 telas, que revestem integralmente as paredes laterais e o tecto da capela, representando passos da Vida de Jesus Cristo e diversos Santos: no tecto: Salvator Mundi (Cristo Salvador do Mundo), Santíssima Trindade com o Sagrado Coração de Jesus e o Imaculado Coração de Maria, Nossa Senhora da Conceição, Santa Maria Madalena, São João Baptista, Santa Bárbara, Santa Margarida, Jesus dormindo sob os símbolos da Paixão (Arma Christi) e Santa Catarina de Alexandria; nas paredes o ciclo da Paixão de Jesus Cristo, nomeadamente A Última Ceia, Jesus lavando os pés aos discípulos, A oração de Jesus no Horto, A prisão de Jesus Cristo, Julgamento de Jesus no Sinédrio, Jesus açoitado pelos soldados romanos, A coroação de Espinhos de Jesus Cristo, Jesus Cristo é presente à multidão (Ecce Homo), Jesus Cristo carregando a cruz a caminho do Calvário, Jesus cai a caminho do Calvário e encontra a Sua Mãe, Jesus é despojado de Suas vestes, Jesus morre na cruz (Calvário), Descimento da Cruz e Jesus é sepultado. No altar o fundo do nicho principal representa o monte do Gólgota e em fundo a cidade de Jerusalém, pairando no céu dois anjos. Este nicho continha, originalmente, um crucifixo ladeado por duas imagens de vulto (a Virgem Maria e São João Evangelista). Sobre o nicho principal existe uma edícula onde esteve uma Pietá. Nos nichos laterais estiveram duas imagens de vulto de santos São Caetano e outra. Sob a mesa de altar integra-se um presépio constituído por três arcos em talha dourada, onde originalmente se apresentavam esculturas (hoje inexistentes) representando a Natividade, a Adoração dos Reis Magos e a Adoração dos Pastores.